# Постулат Бертрана
Постулат Бертрана — це теорема, яка стверджує, що для будь-якого цілого числа {\displaystyle n>3}, завжди існує щонайменше одне просте число {\displaystyle p} таке, що
{\displaystyle n<p<2n-2.}
Слабше, але елегантніше формулювання таке: для кожного {\displaystyle n>1} існує щонайменше одне просте число {\displaystyle p} таке, що
{\displaystyle n<p<2n.}
Є інше формулювання для {\displaystyle n\geq 1}, де {\displaystyle p_{n}} це {\displaystyle n}-те просте число
{\displaystyle p_{n+1}<2p_{n}.}
Це твердження у 1845 вперше припустив Жозеф Бертран  (1822–1900). Сам Бертран перевірив своє твердження для всіх чисел у проміжку [2, 3 × 106].
Його припущення повністю довів Пафнутій Чебишов (1821–1894) у 1852 і тому, постулат також називають теорема Бертрана — Чебишова або теорема Чебишова.  Теорему Чебишова також можна сформулювати як зв'язок між {\displaystyle \pi (x)\,}, де {\displaystyle \pi (x)\,} — це функція розподілу простих чисел (кількість простих чисел менших або рівних {\displaystyle x\,}):
{\displaystyle \pi (x)-\pi ({\tfrac {x}{2}})\geq 1,\,} для всіх {\displaystyle \,x\geq 2.\,}